# 佐佐木一心
佐佐木 一心（ささき こころ、2004年3月11日 - ）は、日本の女性アイドルである。女性アイドルグループ・fishbowlのメンバー。ラストアイドルの元メンバー。静岡県出身。身長164cm。血液型はAB型。

## 略歴

### 2018年
6月16日、裏センターといわれる立ち位置5番、木﨑千聖に挑戦、ラストアイドルが大好きな佐佐木一心は「バンドワゴン」を熱唱。吉田豪のジャッジにより挑戦者・佐佐木一心が勝利した。
8月11日、2期生達がデビューに向け、歌唱力・ダンス・基礎体力を向上させるための強化合宿に参加。
8月18日、新潟の百貨店店員22才の奥村優希に指名され迎えた初の防衛戦。Love Cocchi「青春シンフォニー」を裸足で熱唱しその座を守り抜いた。
9月8日、広島の16才・首藤百慧から指名され、自分の背中を押してくれたというLittle Glee Monster「青春フォトグラフ」を熱唱しその座を守り抜いた。
9月30日、ラストアイドル2期生としてデビュー決定。「愛しか武器がない」フルバージョンをTV初披露。
10月14日、ラストアイドル 5thシングル「愛しか武器がない」発売記念 ラフォーレミュージアム原宿。『ラスアイよろしく！』初回放送、カメラを止めんなよ！自己紹介アピールでは「こころでーす」でやる気無いのかよとSTOP、「佐佐木一心です滑舌悪いです」と言い直すも、木村美咲より「キャダかぶでぃはダメだと思う」と抗議が入り「ラッキーガールのこころです」と変更しクリア。
11月25日、ラストアイドル「愛しか武器がない」発売記念　名古屋＠サンシャインサカエ “ラストアイドル2期生”イベント。
12月1日、ラストアイドル2期生デビューシングル発売直前スペシャル！「愛しか武器がない」発売を記念して料理企画を実施。審査員・吉田豪に延命杏咲実とカツ丼を作る。
12月2日、ラストアイドル5thシングル「愛しか武器がない」発売記念 タワーレコード渋谷店
12月4日、ラストアイドル 5chシングル「愛しか武器がない」発売記念イベント・パフォーマンス・握手会。

### 2019年
4月21日、ラストアイドル6thシングル「大人サバイバー」発売記念イベント お台場パレットタウン。
5月6日、「壁は続く」歌唱メンバーによるSHOWROOM配信イベント『ラストアイドル 愛を知る発売記念　壁は続く 絶対乗り越えようSP!』
8月12日、「ラスアイの夏やすみ2019」
9月11日、ラストアイドル 7thシングル「青春トレイン」発売記念 お台場パレットタウン。
9月15日、ラストアイドル7thシングル「青春トレイン」発売記念　愛知＠イオンモール常滑、ラストアイドル「青春トレイン」発売記念ファンミーティング。

### 2020年
5月21日、ラスアイビデオ「日本畑ばなし Vol.5」畑美紗起の紙芝居「どうしよう。畑太郎」にちょっぴり佐佐木も登場。
11月3日、9thシングル「何人(なんびと)も」発売記念オンラインライブ。
11月8日、ラストアイドル” 11/4発売9thシングル「何人(なんびと)も」オンラインイベント【新企画：生配信イベント“ラスアイ学園”】
12月11日、「“スたー☆あムるーズ” 絶賛、スパイ活動中！」のご褒美企画!。2021年仕事運で2位に選ばれる。2021年プライベート運で1位に選ばれる。2021年恋愛運では4位という結果だった。

### 2021年
3月7日、ラララララララララスアイ学園2日目　6組に出演。
4月28日、10thシングル「君は何キャラット?」発売記念オンラインライブ。
4月30日、『ミュージックステーション』（テレビ朝日）出演。
5月3日、「君は何キャラット?」発売記念特別企画『SHOWROOM×ラストアイドル 10枚目シングル出しました！ファンのみなさんいつも応援ありがとう！配信リレー』
6月22日、ラストアイドルニコ生チャンネル #8　阿部菜々実、橋本桃呼、山本琉愛とともに出演。橋本桃呼の誕生日企画でお祝い。
6月27日、ラスアイのヨルライ出演。
7月9日、『ラスアイ厨房 二択の食卓』 今若い女性に大人気の牛タン料理。
8月7日、ラスアイの夏休み2021リモート。
8月8日、ラスアイの夏休み2021リモート。
8月22日、「ラスアイのひと休み supported by 17LIVE」配信LIVE
9月18日、「lopi lopi Presents YUMENOHANASHI PREMIUM LIVE」＠京都KBSホールに出演。
10月19日、『猫舌SHOWROOM』（SHOWROOM）「豪の部屋」に出演。ラスアイメンバーでは長月翠、間島和奏、安田愛里に続いて4人目の登場となった。
10月1日、『TOKYO IDOL FESTIVAL2021』のSKY STAGEの大トリに二期生で出演を予定していたが、台風により中止となってしまう。
10月17日、ラスアイトライブ2021 3つのトライブが集結！大決起集会スペシャル！佐佐木は&M.LLYに参加。罰ゲームになり、ジャージ姿でラフォーレ原宿ポップアップショップへ行くことになる。
11月28日、ラスアイのヨルライ 昼の回、二期生でのヨルライ。
12月2日、11thシングル「Break a leg!」発売記念イベント ヒット祈願配信企画「ラスアイチャレンジ SHOWROOM限定配信」橋本桃呼と山本琉愛とともに「爆速高校卒業チャレンジ」にチャレンジ。美術「イラスト当てゲーム」体育「首フラフープ」卒業試験「高校生クイズ」にチャレンジして見事クリアする。チャレンジ企画内で意外にフラフープが上手いことがわかった。
12月9日、ラジオNIKKEI第1『ラジオiNEWS』に出演。ニュース一気読みでかむ事なくニュースを読み上げ、意外と緊張しないという宣言どおりの本番強さを見せた。
12月17日、「ラストアイドル2021 年忘れSP！」パンスト相撲で水野舞菜と対決し敗退。また、ラスアイ名曲メドレーで間島和奏とLove Cocchiの「Love Docchi♡」をパフォーマンス。
12月26日、ラスアイのヨルライ昼の回出演。

### 2022年
1月17日、明治 ポイフル presents アカネクラブ ぶっかまLIVE
1月23日、ラスアイのヨルライ 夜の回出演。
2月4日、「ラスアイ厨房！二択の食卓」今夜のメニューは揚げたてサックサク、超特大天丼スペシャル！
2月11日、「スペシャ+まつり」出演。
2月13日、HYPEIDOL！DX出演。
3月6日、MARQUEE祭 Vol.113
4月14日、ラストアイドル 8thシングル「愛を知る」発売記念“ラスアイ全国プレミアムライブツアー 名古屋会場
4月25日、LOFT9 Shibuyaアイドル倶楽部 vol.34
5月11日、ラストアイドル 8thシングル「愛を知る」発売記念“ラスアイ全国プレミアムライブツアー 仙台会場
5月31日、ラストアイドル 5年間ありがとう Farewell Party
5月31日、ラストアイドル活動終了。
6月23日、佐佐木一心公式LINEスタート。
8月31日、Twin Planetを退社。

### 2024年
1月19日、fishbowlに新メンバーとして加入。

## 人物
- 愛称はこころ、ここちゃん[37]。
- 長所は笑顔[38]。
- 特技はバスケットボール、裁縫[37]。
- 好きな食べ物は鶏肉・ポテト[38]
- 趣味は寝ること、食べること[38]。
- ペットはトイプードルとミニチュアダックスフントのミックス犬で名前は「かりん」[39][40]。
- たい焼きはしっぽから食べる派[41]。
- ファンの総称はここふぁみ。

## 出演（fishbowl）

### テレビ番組
- 1月18日、アイドル観察バラエティ fishbowlのもういちどデビューしちゃってもいいですか？　新メンバー発表・意思疎通ゲーム[42]。
- 1月25日、アイドル観察バラエティ fishbowlのもういちどデビューしちゃってもいいですか？　歌唱力スキルを見せつけろ！[43]。
- 2月1日、アイドル観察バラエティ fishbowlのもういちどデビューしちゃってもいいですか？　知識力スキルを見せつけろ！[44]。
- 2月8日、アイドル観察バラエティ fishbowlのもういちどデビューしちゃってもいいですか？　料理スキルを見せつけろ！[45]。
- 2月15日、アイドル観察バラエティ fishbowlのもういちどデビューしちゃってもいいですか？　食レポのスキルを見せつけろ！[46]。
- 2月22日、アイドル観察バラエティ fishbowlのもういちどデビューしちゃってもいいですか？　ボキャブラリーを見せつけろ！[47]。
- 3月7日、アイドル観察バラエティ fishbowlのもういちどデビューしちゃってもいいですか？　ギネス記録にチャレンジしてもいいですか[48]。
- 2月29日、ウレセン（テレビ静岡）佐佐木一心が、「TCB AIシュミレーター」について紹介しますよ！

。
- 3月7日、アイドル観察バラエティ fishbowlのもういちどデビューしちゃってもいいですか？　滑舌の良さを見せつけろ！[50]。

### イベント

#### 2024年
- 3月8日、新幹線の中できいてもらってもいいですか？[51]。
- 3月15日、オンライン特典会[52]。
- 3月17日、fishbowlの列車で静岡県横断しちゃっていいですか？[53]。
- 3月20日、テンセイ 静岡 ＠ 静岡ROXY[54]。
- 3月31日、臨時Vol.3 ＆ 佐々木一心 Birthday Party[55]。
- 4月10日、テンセイ 東京 ＠ Veats渋谷[56]。
- 4月21日、Output 12th ANNIVERSARY  曽我部恵一 × fishbowl ツーマンライブ[57]。
- 5月7日、Great Hunting Night VOL.85[58]。

## 出演（ラストアイドル）

### テレビ番組
- ラストアイドル 3rdSEASON(テレビ朝日)

### 大規模コンサート

#### 2019年
- 12月25日、ラストアイドル2周年記念クリスマスコンサート（カルッツ川崎）佐佐木一心参加曲、大人サバイバー、バンドワゴン、愛しか武器がない、サブリミナル作戦、好きで好きでしょうがない、Hope、青春0対0、青春トレイン、明日の空を見上げるために

#### 2020年
- 12月29日、ラストアイドル3周年記念コンサート（Tokyo Dome City Hall）『〜2期生と2期生アンダーしか勝たん！公演』　佐佐木一心参加曲、愛しか武器がない、ハグから始めよう、壁は続く、大人サバイバー、青春トレイン、風よ吹け、HOPE、LOLIPOP、愛を知る、EC　何人（なんびと）も、キレよう！、眩しすぎる流れ星。
- 12月29日、ラストアイドル3周年記念コンサート（Tokyo Dome City Hall）『やっぱりラスアイしか勝たん公演』　佐佐木一心参加曲、壁は続く、ラスアイよろしく、ハグから始めよう、君のachoo、銀河高速渋滞中、大人サバイバー、青春トレイン、EC　愛しか武器がない、好きで好きでしょうがない、眩しすぎる流れ星

#### 2021年
- 12月21日、ラストアイドル4周年記念コンサート：昼の部～ファンが選ぶ楽曲ベスト25～　佐佐木一心参加曲、（数字は当日の楽曲ランキング数字）24位：この恋トランジット、23位：炭酸の泡ほど僕は泣いた、21位：lolipop、17位：HOPE、5位：ハグから始めよう、4位：愛しか武器がない、明日の空を見上げるために、EC　独り言の存在証明。この周年コンサートのアンコールで初めて観客の前で初センター楽曲の「独り言の存在証明」が披露された。
- 12月21日、ラストアイドル4周年記念コンサート： 夜の部　佐佐木一心参加曲、独り言の存在証明、大人サバイバー、青春トレイン、バンドワゴン、炭酸の泡ほど僕は泣いた、順調な自転、君のachoo、愛しか武器がない、どんなに好きでいても、何人（なんびと）も、君は何キャラット、愛を知る、明日の空を見上げるために、HOPE、眩しすぎる流れ星

#### 2022年
- 5月29日、ラストアイドル ラストライブ：昼の部: LAST DANCE　佐佐木一心参加曲、僕たちは空を見る、好きで好きでしょうがない、炭酸の泡ほど僕は泣いた、愛の答え合わせ、あんたは誰だ？、壁は続く、銀河高速 渋滞中、Lollipop、へえ、そ～お！、大人サバイバー、青春トレイン、明日の空を見上げるために。アンコール 愛を知る、ラスアイよろしく、眩しすぎる流れ星
- 5月29日、ラストアイドル ラストライブ：夜の部: LAST SMILE　佐佐木一心参加曲、涙の仮面、Hope、愛しか武器がない、ラスアイ．よろしく、愛の答え合わせ、ハグから始めよう、大人サバイバー、青春トレイン、独り言の存在証明、君は何キャラット？、愛を知る、眩しすぎる流れ星。アンコール バンドワゴン、僕立ちは空を見る

### ラスアイのヨルライ

#### 2020年
- 6月13日、第05回 ラスアイのヨルライ リモート（出演メンバー：鈴木遥夏・山本愛梨・中村守里・西村歩乃果・佐佐木一心・山本琉愛・岩間妃南子・久保田沙矢香「第2部の司会は畑美紗起」「ヨルライファン応援ルーム」の司会担当、小澤愛実・大場結女[59]
- 9月20日、第13回 ラスアイのヨルライ リモート（出演メンバー：相澤 瑠香・木村 美咲・水野 舞菜・佐佐木 一心・下間 花梨・久保田 沙矢香・首藤 百慧・髙橋 美海・町田穂花「第2部の司会は髙橋 美海」「ヨルライファン応援ルーム」の司会担当、岩間 妃南子・宇田川 桜夢・高橋 みのり[60]

#### 2021年
- 1月31日　第18回 ラスアイのヨルライ リモート（出演メンバー：阿部菜々実・鈴木遥夏・松本ももな・間島和奏・山本愛梨・橋本桃呼・佐佐木一心・町田穂花「ヨルライファン応援ルーム」のMC担当、水野舞菜・山本琉愛・髙橋美海[61]
- 2月27日、第21回 ラスアイのヨルライ リモート（出演メンバー：鈴木 遥夏・間島 和奏・山本 愛梨・佐佐木 一心・畑 美紗起・奥村 優希・高木 美穂・高橋 みのり「ヨルライファン応援ルーム」のMC担当、岩間 妃南子・木﨑 千聖・髙橋 美海[62]
- 6月27日、ラスアイのヨルライ 昼の回（出演メンバー：阿部菜々実、相澤瑠香、山本愛梨、橋本桃呼、水野舞菜、佐佐木一心、山本琉愛、下間花梨、米田みいな）[63]
- 11月28日、ラスアイのヨルライ 昼の回（出演メンバー：橋本桃呼・水野舞菜・佐佐木一心・山本琉愛・町田穂花・大場結女・畑美沙起・下間花梨・栗田麻央）[64]
- 12月26日、ラスアイのヨルライ 昼の回（出演メンバー：相澤瑠香・宇田川桜夢・岡村茉奈・栗田麻央・佐佐木一心・篠原望・下間花梨・鈴木遥夏・高木美穂・町田穂花・宮田有萌・安田愛里・米田みいな）[65]

#### 2022年
- 1月23日、ラスアイのヨルライ 夜の回（出演メンバー：阿部菜々実・岡村茉奈・奥村優希・佐佐木一心・篠原望・鈴木遥夏・橋本桃呼・町田穂花・米田みいな）[66]

- 3月20日、ラスアイのヨルライ 夜の回（出演メンバー：宇田川桜夢・岡村茉奈・奥村優希・佐佐木一心・篠原望・鈴木遥夏・間島和奏・宮田有萌・籾山ひめり・山本琉愛）[67]

- 4月26日、ファーストアルバム発売記念ヨルライ DAY2 2期生公演（出演メンバー：大場結女・栗田麻央・佐佐木一心・下間花梨・橋本桃呼・畑美紗起・山本琉愛）[68]

### ニキハイ

#### 2018年
- 11月28日、ラストアイドル2期生の夜配信、略して「ニキハイ」特別公開配信（出演メンバー：橋本 桃呼・水野 舞菜・田中 佑奈・篠田 萌・佐佐木 一心・山本 琉愛・町田 穂花・延命 杏咲実・大場 結女・畑 美紗起・下間 花梨・栗田 麻央[69]

### ラスアイサバイブ

#### 2021年
- 08月14日　VS相澤瑠香、先攻で初恋サイダーを歌うも得票数(676対1,109)で敗戦。VS宇田川桜夢、後攻で君と夏フェスを歌い(751対892)で初勝利。
- 08月15日　VS久保田沙矢香、後攻でGeeを歌うも(857対762)で敗戦。VS木﨑千聖、後攻でこんなに好きになっちゃっていいの？を歌うも(1,130対659)で敗戦。VS池松愛理、先攻でアザトカワイイを歌い(927対734)で2勝目
- 08月18日　VS米田みいな、後攻でLOVE涙色を歌い(629対630)で3勝目。VS籾山ひめり、先攻で虹の素、スマイルの2曲を歌うも(429対792)で敗戦。VS篠原望、先攻で部活中に目が合うなって思ってたんだを歌うも(756対866)で敗戦
- 08月19日　VS山本愛梨、後攻でとなりのバナナを歌うも(783対778)で敗戦。VS大場結女、後攻で残酷な天使のテーゼを歌うも(817対604)で敗戦。VS高木美穂、先攻でキツネを歌い(563対562)で4勝目
- 08月20日　VS間島和奏、先攻で仮契約のシンデレラを歌うも(417対1,283)で敗戦。VS高橋みのり、後攻で桃色片想いを歌い(514対986)で5勝目。VS町田穂花、後攻で365日の紙飛行機を歌うも(751対745)で敗戦。VS西村歩乃果、後攻で潮騒のメモリーを歌うも(951対941)で敗戦
- 08月21日　VS阿部菜々実、先攻で好きだ。を歌うも(418対889)で敗戦。VS畑美紗起、後攻でロマンティック浮かれモードを歌うも(697対690)で敗戦。VS岡村茉奈、後攻で夏祭りを歌い(600対768)で6勝目
- 08月29日　VS髙橋美海、後攻でさくらんぼを歌い(698対742)で7勝目。VS山本琉愛、後攻で青春フォトグラフを歌い(495対611)で8勝目。VS下間花梨、後攻でタチアガールを歌い(583対641)で9勝目
- 09月05日　VS松本ももな、後攻でキュンを歌うも(701対584)で敗戦。VS栗田麻央、後攻で言い訳Maybeを歌い(486対543)で10勝目。VS大森莉緒、先攻でWhite Loveを歌うも(602対754)で敗戦
- 09月11日　VS白石真菜、先攻で走れ！を歌い(575対573)で11勝目。S鈴木遥夏、後攻で｢ひとりで生きられそう｣ってそれってねえ、褒めているの？を歌うも(615対556)で敗戦。VS奥村優希、後攻で夢見る15歳を歌い(522対625)で12勝目。VS小澤愛実、後攻で忘れてあげるを歌い(710対731)で13勝目
- 09月12日　VS安田愛里、後攻で笑ー笑~シャオイーシャオ！を歌うも(745対681)で敗戦。VS橋本桃呼、後攻で初戦で歌った初恋サイダーを歌うも(993対970)で敗戦

- 宮田有萌戦は宮田の体調不良による不戦勝となったため14勝17敗となり間島和奏、佐佐木一心、高橋みのり、髙橋美海の4名が同勝利数で並んだが、直接対決と圧勝率により18位で終えた。
- 11枚目シングル Break a reg！の選抜17名には選ばれなかったが、18位となったため共通カップリング曲「独り言の存在証明」のセンターを任された。

### イベント

#### 2018年
- 12月15日　ラストアイドル5thシングル「愛しか武器がない」発売記念　封入フォトカード施策イベント　大阪会場[70]
- 12月16日　ラストアイドル「愛しか武器がない」発売記念　握手会：ATCホール[71]

#### 2019年
- 01月19日　ラストアイドル「愛しか武器がない」発売記念　握手会：幕張メッセ[71]
- 03月24日　“B.LEAGUE”＠川崎市とどろきアリーナ 握手会[72]
- 05月06日　スタンプコンプリート者限定「第2回 ラスアイ ファンミーティング」[73]
- 06月08日　ラストアイドル「大人サバイバー」発売記念　握手会：幕張メッセ[74]
- 06月15日　ラストアイドル「大人サバイバー」発売記念　握手会：幕張メッセ[74]
- 07月20日　スタンプコンプリート者限定「第3回 ラスアイ ファンミーティング」[75]
- 07月28日　ラストアイドル「大人サバイバー」発売記念　握手会：インテックス大阪[74]
- 09月29日　ラストアイドル「青春トレイン」発売記念　握手会：幕張メッセ[76]
- 10月06日　ラストアイドル「青春トレイン」発売記念　握手会：パシフィコ横浜[76]
- 11月04日　ラストアイドル「青春トレイン」発売記念　握手会：Aichi Sky Expo[76]
- 12月08日　ラストアイドル「青春トレイン」発売記念　握手会：ATCホール[76]

#### 2020年
- 06月21日　ラストアイドル8thシングル「愛を知る」発売記念  個別生電話会[77]

- 09月05日　ラストアイドル9thシングル「何人(なんびと)も」発売記念  個別生電話会[78]
- 09月06日　ラストアイドル9thシングル「何人(なんびと)も」発売記念  個別生電話会[78]
- 09月21日　ラストアイドル9thシングル「何人(なんびと)も」発売記念  オンライン個別トーク会[79]
- 09月22日　ラストアイドル9thシングル「何人(なんびと)も」発売記念  オンライン個別トーク会[79]
- 11月14日　ラストアイドル9thシングル「何人(なんびと)も」発売記念  オンライン個別トーク会[80]
- 12月15日　ラストアイドル9thシングル「何人(なんびと)も」発売記念  オンライン個別トーク会[80]
- 12月05日　ラストアイドル9thシングル「何人(なんびと)も」発売記念  オンライン個別トーク会[80]
- 12月06日　ラストアイドル9thシングル「何人(なんびと)も」発売記念  オンライン個別トーク会[80]
- 12月12日　ラストアイドル9thシングル「何人(なんびと)も」発売記念  オンライン名入れサイン会[81]
- 12月13日　ラストアイドル9thシングル「何人(なんびと)も」発売記念  オンライン個別トーク会[82]

#### 2021年
- 04月04日　ラストアイドル10thシングル「君は何キャラット」発売記念　オンラインサイン会[83]
- 04月24日　ラストアイドル10thシングル「君は何キャラット」発売記念　オンライン個別トーク会[84]
- 04月25日　ラストアイドル10thシングル「君は何キャラット」発売記念　オンライン個別トーク会[84]
- 05月01日　ラストアイドル10thシングル「君は何キャラット」発売記念　SHOWROOM個別サイン会
- 05月08日　ラストアイドル10thシングル「君は何キャラット」発売記念　オンライン個別トーク会[84]
- 05月09日　ラストアイドル10thシングル「君は何キャラット」発売記念　オンライン個別トーク会[84]
- 05月15日　ラストアイドル10thシングル「君は何キャラット」発売記念　リアル個別トーク会　パシフィコ横浜[85]
- 05月29日　ラストアイドル10thシングル「君は何キャラット」発売記念　オンライン個別トーク会[84]
- 05月30日　ラストアイドル10thシングル「君は何キャラット」発売記念　オンライン個別トーク会[84]
- 07月10日　ラストアイドル10thシングル「君は何キャラット」発売記念　リアル個別トーク会　インデックス大阪[85]
- 11月06日　ラストアイドル11thシングル「Break a leg!」発売記念“オンライン手形会[86]
- 11月20日　ラストアイドル11thシングル「Break a leg!」WEB盤イベント、オンライン個別トーク会[87]
- 11月21日　ラストアイドル11thシングル「Break a leg!」WEB盤イベント、オンライン個別トーク会[87]
- 11月27日　ラストアイドル11thシングル「Break a leg!」発売記念“17LIVE個別サイン会[88]
- 12月11日　ラストアイドル11thシングル「Break a leg!」WEB盤イベント、オンライン個別サイン会[89]
- 12月12日　ラストアイドル11thシングル「Break a leg!」WEB盤イベント、オンライン個別トーク会[87]
- 12月25日　ラストアイドル11thシングル「Break a leg!」WEB盤イベント、リアル個別トーク会　パシフィコ横浜[90]

#### 2022年
- 01月22日　ラストアイドル11thシングル「Break a leg!」WEB盤イベント、リアル個別トーク会　ATCホール（大阪）[90]
- 04月02日　ラストアイドル1stアルバム「ラストアルバム」発売記念“オンライン手形会[91]
- 04月09日　ラストアイドル1stアルバム「ラストアルバム」発売記念“オンライン個別トーク会[92]
- 04月10日　ラストアイドル1stアルバム「ラストアルバム」発売記念“オンライン個別トーク会[92]
- 05月01日　ラストアイドル1stアルバム「ラストアルバム」発売記念“オンライン個別トーク会[92]
- 05月03日　ラストアイドル1stアルバム「ラストアルバム」発売記念“オンライン個別トーク会[92]
- 05月14日　ラストアイドル1stアルバム「ラストアルバム」発売記念“オンラインリアル個別トーク会[93]
- 05月21日　ラストアイドル1stアルバム「ラストアルバム」発売記念“オンラインリアル個別トーク会[94]
- 05月22日　ラストアイドル1stアルバム「ラストアルバム」発売記念“オンラインリアル個別トーク会[93]
- 07月10日　ＯＮＬＹ ＢＯＸ　こころのおはなしかい[95]

### 17LIVE
- ラストアイドルの教えてライバーさん（2022年02月28日）[96]